# 梁龍超科
梁龍超科（学名：Diplodocoidea）是蜥腳下目恐龍的一個超科，包含了某些地表上曾出現過最長的動物，例如：超龍、梁龍、迷惑龍、以及雙腔龍。大部分的梁龍超科恐龍擁有非常長的頸部、以及鞭狀的長尾巴，四肢與體型細長，頭部形狀類似馬頭，釘狀牙齒只位於頜部前部；然而，叉龍科是蜥腳下目之中，唯一一科重新演化成為短頸部的恐龍，牠們的短頸部被推論為以低高度植被為食的適應演化。這種短頸部的適應演化在短頸潘龍身上達到高度特化。
一個針對梁龍超科的口鼻部外形、牙齒磨損狀況的研究，提出迷惑龍、梁龍、尼日龍、雷巴齊斯龍具有方形的口鼻部、牙齒有大面積的凹處、牙齒有接近平行的磨損痕跡，顯示牠們是以接近地面、無特定食物來源的植被為食；而叉龍、春雷龍、拖尼龍的口鼻部狹窄，叉龍的牙齒磨損痕跡粗糙，顯示牠們是以中等高度植被、特定植物為食。
梁龍超科與腕龍科的關聯性低，因為牠們的脊椎的排列方式可以減輕重量，並接受極大的壓力。梁龍超科在晚侏儸紀與白堊紀早期分布於北美洲、南美洲、非洲、歐洲。

## 分類學

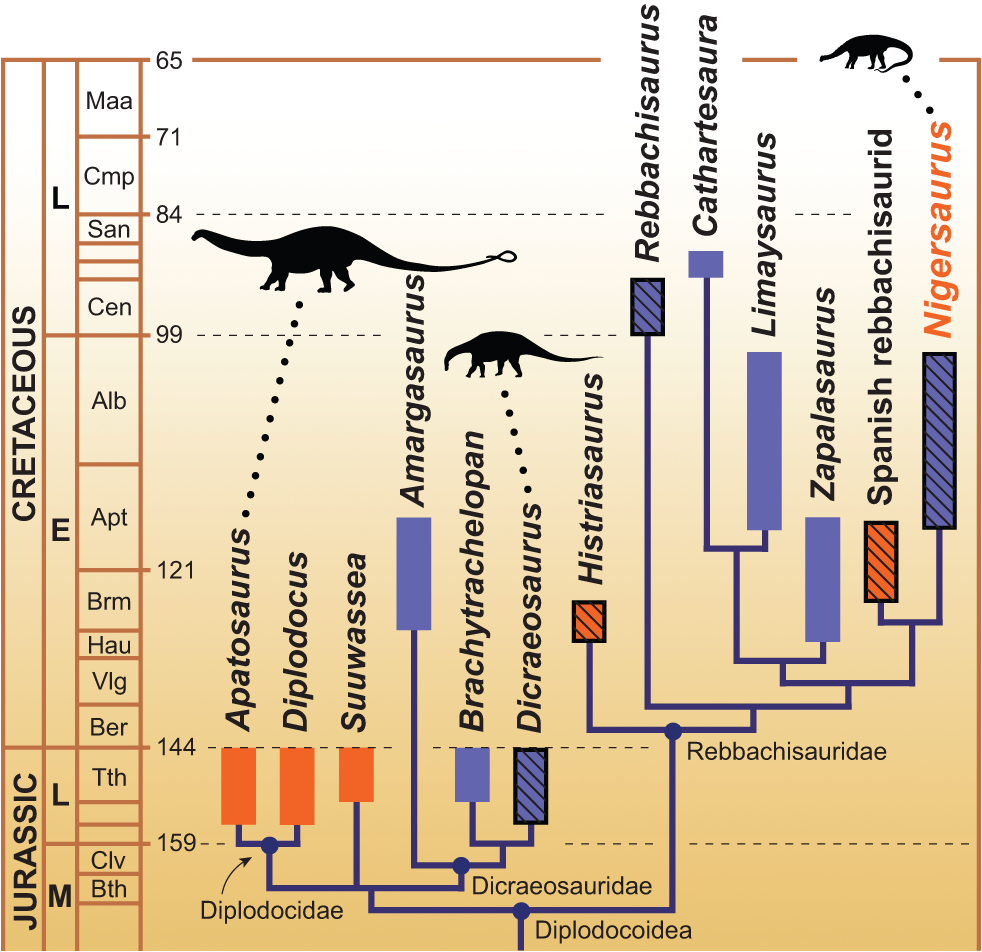
梁龍超科的演化樹，從左到右依序為：梁龍科、叉龍科、雷巴齊斯龍科

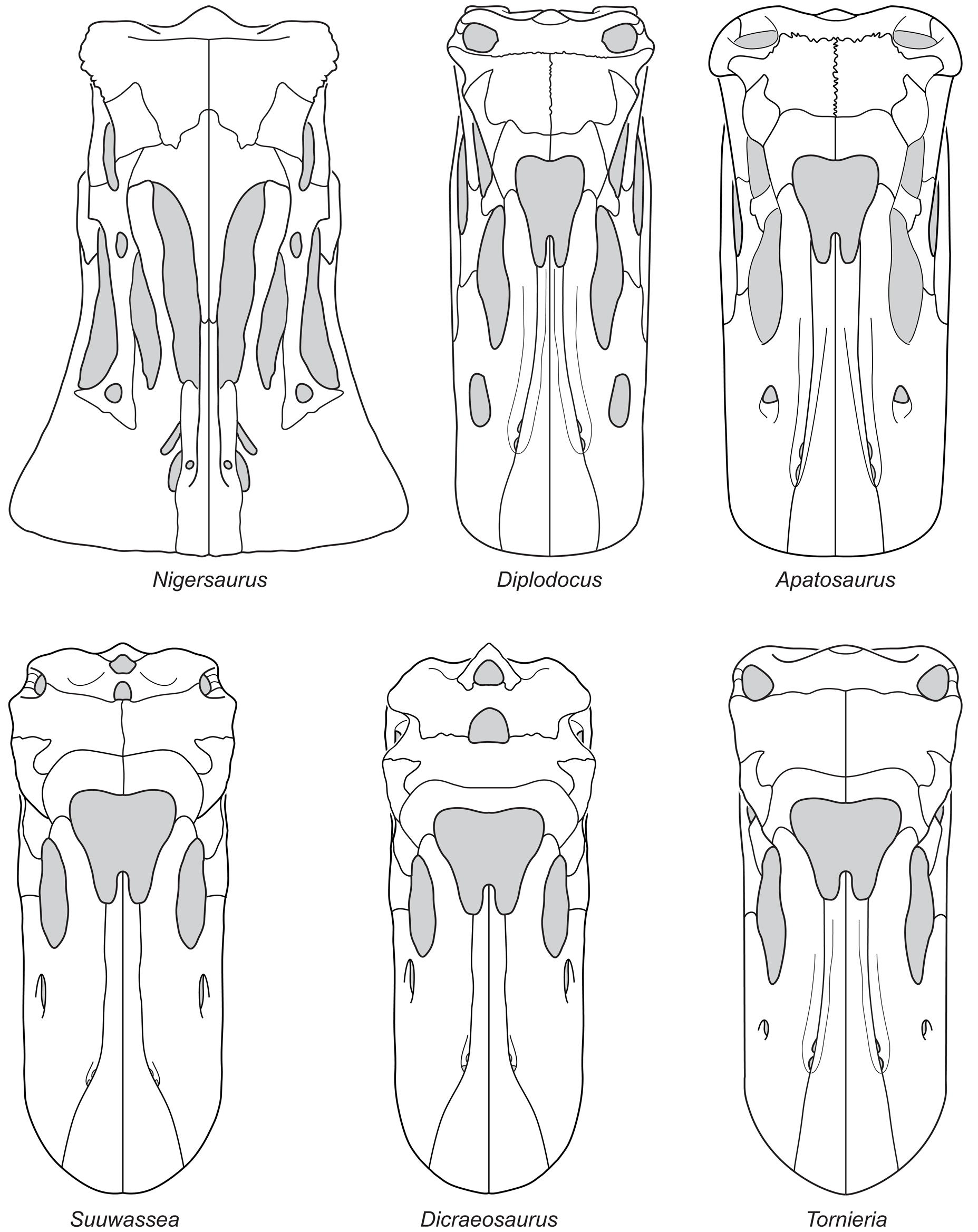
數個梁龍超科的頭顱骨頂側，依序為：尼日龍、梁龍、迷惑龍、春雷龍、叉龍、拖尼龍

- 梁龍超科 Diplodocoidea
  - 简棘龙科 Haplocanthosauridae
  - 梁龙形类 Diplodocimorpha
    - 雷巴齊斯龍科 Rebbachisauridae
    - 鞭尾類 Flagellicaudata
      - 叉龍科 Dicraeosauridae
      - 梁龍科 Diplodocidae